# Autumntales
«Autumntales» — другий студійний альбом німецького фольк-метал-гурту Lyriel. Реліз відбувся 29 вересня 2006 через лейбл Black Bards.

## Список композицій
| #     | Назва                                    | Тривалість |
| ----- | ---------------------------------------- | ---------- |
| 1.    | «First Autumn Days»                      | 02:05      |
| 2.    | «Surrender in Dance»                     | 03:44      |
| 3.    | «Memoria»                                | 03:36      |
| 4.    | «My Favourite Dream» (із Сабіною Дюнсер) | 03:46      |
| 5.    | «The Promised Land»                      | 03:18      |
| 6.    | «Days of Yore»                           | 04:10      |
| 7.    | «Fairyland»                              | 03:44      |
| 8.    | «Autumntales»                            | 04:08      |
| 9.    | «Wild Birds»                             | 03:13      |
| 10.   | «Hijo de la Luna» (кавер пісні Mecano)   | 04:08      |
| 11.   | «Enchanted Moonlight»                    | 04:50      |
| 12.   | «Regen»                                  | 04:04      |
| 13.   | «Last Autumn Days»                       | 01:26      |
| 46:12 |                                          |            |

## Учасники запису
- Джессіка Тіерюнг — вокал
- Мартін Аман — клавіші
- Лінда Лаукамп — віолончель, задній вокал
- Даніель де Біар — ударні
- Свен Енгельман — бас-гітара
- Джун Лаукамп — скрипка
- Оллівер Тіерюнг — гітари, задній вокал